# Brachystegia kennedyi
Brachystegia kennedyi é uma espécie de legume da família Leguminosae.
Pode ser encontrada nos seguintes países: Camarões e Nigéria.
Esta espécie está ameaçada por perda de habitat.